# Agrilus politus
Agrilus politus es una especie de insecto del género Agrilus, familia Buprestidae, orden Coleoptera. Fue descrita científicamente por Thomas Say en 1825.